# Punta de Jovara
La Punta de Jovara és una muntanya de 765 metres que es troba entre els municipis de Vandellòs i l'Hospitalet de l'Infant (Baix Camp) i Tivissa (Ribera d'Ebre).